# Nadtoceaiivka, Șpola
Nadtoceaiivka (în ucraineană Надточаївка) este o comună în raionul Șpola, regiunea Cerkasî, Ucraina, formată numai din satul de reședință.

## Demografie
Componența lingvistică a comunei Nadtoceaiivka
     Ucraineană (99,31%)
     Alte limbi (0,55%)
Conform recensământului din 2001, majoritatea populației comunei Nadtoceaiivka era vorbitoare de ucraineană (99,31%), existând în minoritate și vorbitori de alte limbi.